# 157721 Kolcsey
157721 Kolcsey este o planetă minoră (asteroid) din centura de asteroizi. A fost descoperită pe 24 ianuarie 2006 la Piszkéstetői Obszervatórium⁠(d) de Krisztián Sárneczky⁠(d) și a fost numită după Ferenc Kölcsey. 
Obiectul prezintă o orbită caracterizată de o semiaxă mare de 2,8691369853571 UAi, o excentricitate de 0,055899771197095, o înclinație de 3,2253880107792 ° în raport cu ecliptica.